# Tobou-Peulh
Ne doit pas être confondu avec Tobou.
Tobou-Peulh est une localité située dans le département de Bilanga de la province de la Gnagna dans la région Est au Burkina Faso.

## Géographie
Tobou-Peulh est un village autonome de la communauté des éleveurs Peuls distinct de Tobou.

## Santé et éducation
Le centre de soins le plus proche de Tobou-Peulh est le centre de santé et de promotion sociale (CSPS) de Tobou.
L'école primaire publique est à Tobou.